# A könyvtolvaj (film)
A könyvtolvaj (eredeti cím: The Book Thief) 2013-as amerikai–német film, amely Markus Zusak azonos című könyvének filmadaptációja. A forgatókönyvet Markus Zusak és Michael Petroni írta, Brian Percival rendezte, a zenéjét John Williams szerezte, a producer Karen Rosenfelt, a főszerepben Geoffrey Rush, Emily Watson, Ben Schnetzer és Sophie Nélisse látható.
A Fox 2000 Pictures gyártotta, a 20th Century Fox forgalmazta. A Mill Valley Filmfesztivál-on 2013. október 3-án debütált. Amerikában 2013. november 27-én mutatták be. Magyarországon 2014. január 30-án vetítették le.

## Cselekmény
A történet 1939-ben kezdődik a náci Németországban; elbeszélője maga a Halál, aki igen elfoglalt ebben az időben és munkája egyre csak szaporodik. A történet Liesel Meminger életét meséli el, első könyvének ellopásától kezdve. Liesel egy mostohagyermek, München külvárosában lakik a Himmelstrassén és könyvek lopkodásával tartja fenn magát. Valódi szülei kommunisták voltak, akiket elhurcoltak. Nevelőapja, Hans Hubermann, egy tangóharmonikás, aki megtanította olvasni. Liesel a nácik által elégetésre ítélt könyveket lop, a bombatámadások idején megosztja azokat szomszédaival és a pincében bujkáló volt bokszolóval, a zsidó Max Vandenburggal, aki könyveket is ír. A lány is lassan íróvá válik. Mindez a Himmelstrasse bombázásával ér véget, amikor mindenki meghal, Lieselt és Maxot kivéve.

## Szereposztás
| Szereplő                | Színész              | Magyar hang    |
| ----------------------- | -------------------- | -------------- |
| Hans Hubermann          | Geoffrey Rush        | Fodor Tamás    |
| Liesel Meminger         | Sophie Nélisse       | Nyári Luca     |
| Rosa Hubermann          | Emily Watson         | Tóth Ildikó    |
| Max Vandenburg          | Ben Schnetzer        | Laudon Andrea  |
| Rudy Steiner            | Nico Liersch         | Straub Norbert |
| Sarah                   | Sandra Nedeleff      |                |
| Frau Becker             | Hildegard Schroedter |                |
| Walter Kugler           | Rafael Gareisen      |                |
| A sírásó                | Gotthard Lange       |                |
| Rendőr                  | Godehard Giese       |                |
| Narrátor/Halál          | Roger Allam          | Epres Attila   |
| Alex Steiner            | Oliver Stokowski     |                |
| A polgármester felesége | Barbara Auer         |                |
| Liesel édesanyja        | Heike Makatsch       |                |
| Levin Liam              | Franz Deutscher      |                |
| Carina Wiese            | Barbara Steiner      |                |